# Carl Ferdinand Langhans

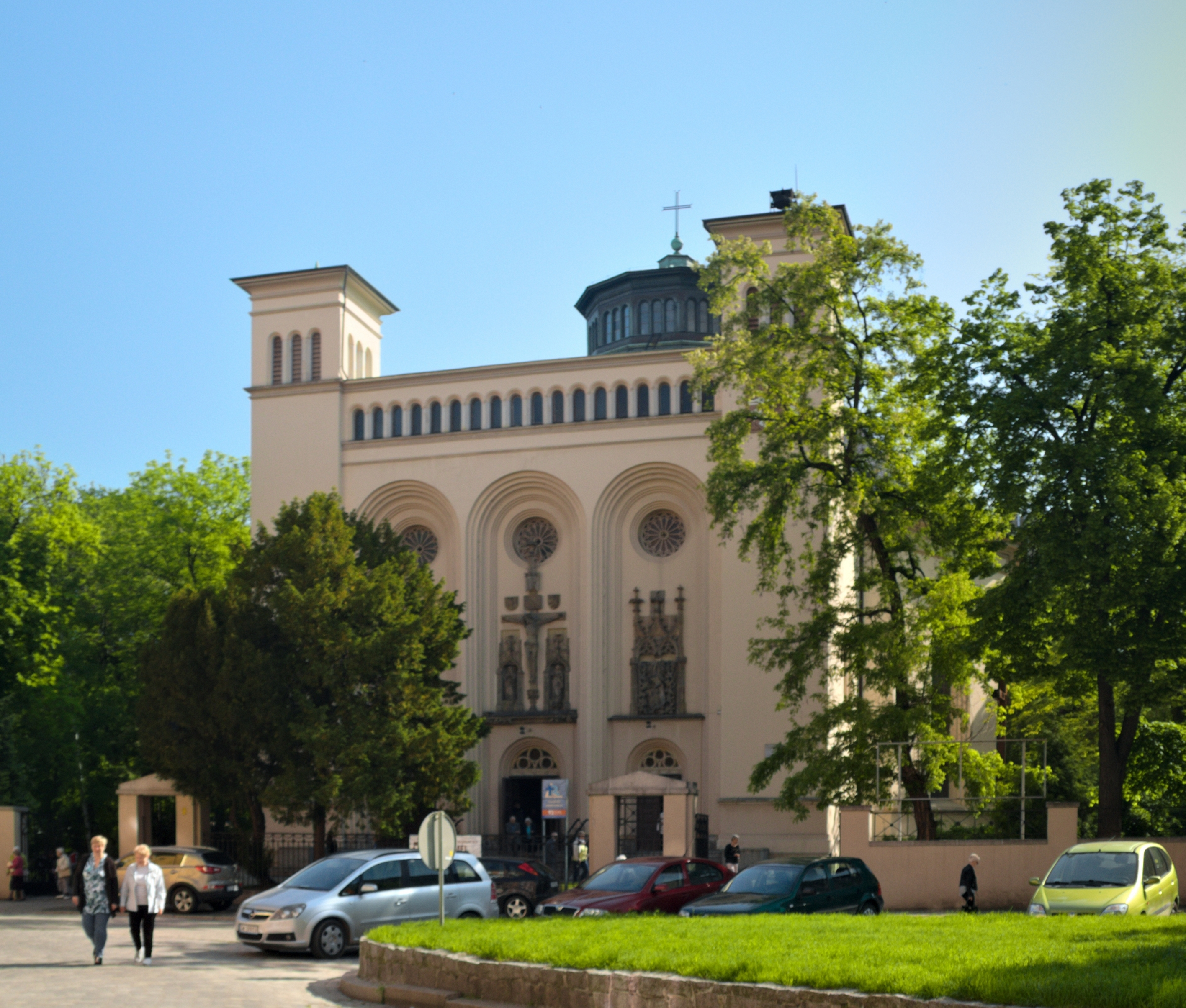
C. F. Langhans: Kościół Opieki św. Józefa we Wrocławiu

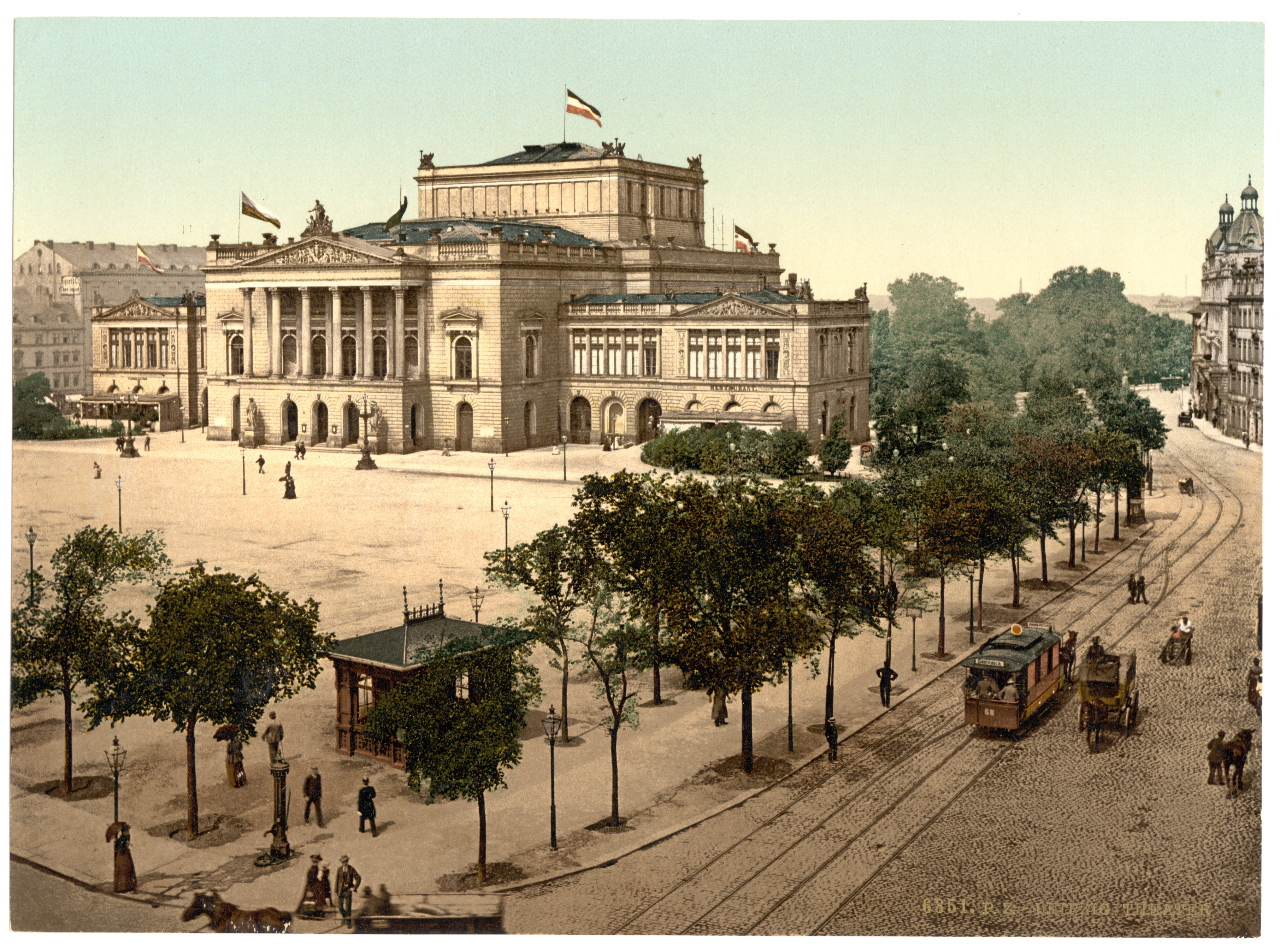
C. F. Langhans: Teatr Nowy w Lipsku, ok. 1900

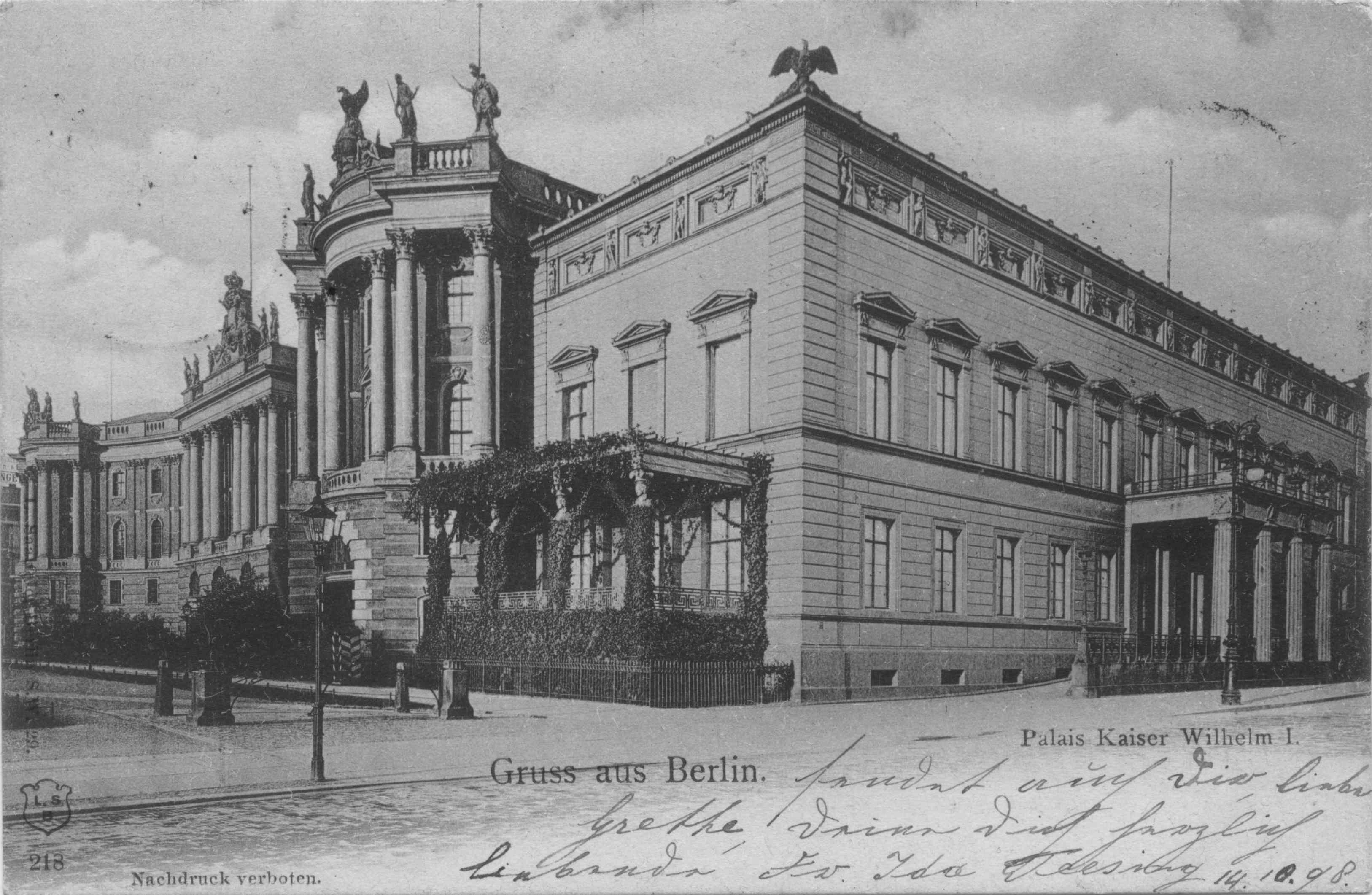
C. F. Langhans: Altes Palais w Berlinie, ok. 1900

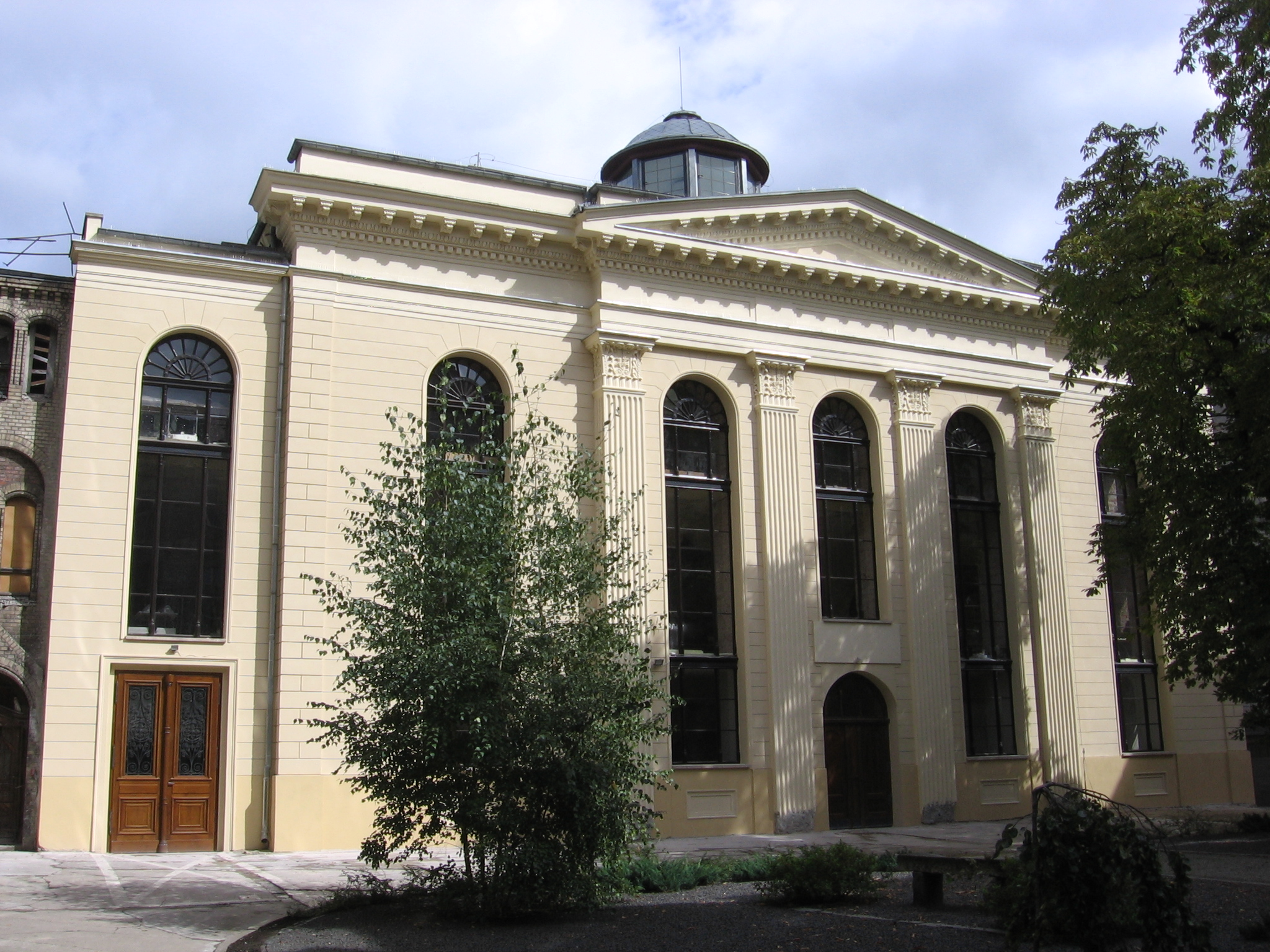
C. F. Langhans: Synagoga pod Białym Bocianem we Wrocławiu

Carl Ferdinand Langhans (ur. 14 stycznia 1781 we Wrocławiu, zm. 22 listopada 1869 w Berlinie) – niemiecki architekt, syn Carla Gottharda Langhansa. Projektant i budowniczy wielu gmachów teatralnych i operowych na terenie Śląska i Niemiec, m.in. Opery Wrocławskiej. Projektował w stylu klasycystycznym i historycznym.

## Życiorys
Carl Ferdinand Langhans był synem architekta Carla Gottharda Langhansa. Wraz z Karlem Friedrichem Schinklem kształcił się u Davida Gilly’ego, a jednocześnie zawodu architekta uczył go ojciec.
W 1797 uzyskał uprawnienia kierownika budowy (niem. Baukondukteur). W latach 1800–1802 towarzyszył w pracach budowlanych nad berlińskim Niemieckim Teatrem Narodowym (niem. Deutsches Nationaltheater) przy Gendarmenmarkt według projektu ojca. Wskutek wojny w 1806 jako główny nadworny inspektor budowlany (niem. Oberhofbauinspektor) otrzymywał jedynie wynagrodzenie tymczasowe (niem. Wartegeld). Następnie wyjechał w podroż studyjną do Włoch, gdzie znalazł się pod wpływem włoskich budowli renesansowych.
Od jesieni 1808 pracował jako samodzielny architekt we Wrocławiu. W 1819 został mianowany radcą budowlanym (niem. Baurat). W latach 1828–1829 wyjechał do Francji i ponownie do Włoch. W 1834 przeprowadził się do Berlina, by zająć się budową pałacu dla księcia Wilhelma przy Unter den Linden.
Projektował głównie budynki oper i teatrów w stylu klasycystycznym i historycznym. W 1845 powierzono mu odbudowę audytorium opery berlińskiej, zniszczonej przez pożar w 1843. Później był często angażowany do budowy teatrów, m.in. w Legnicy (1841), Szczecinie (1846–1849), Dessau (1855) i Lipsku (1864–1868). Wcześniej jednak nie udało mu się otrzymać zlecenia na odbudowę berlińskiego Teatru Narodowego (niem. Berliner Schauspielhaus), które przypadło Schinklowi w 1817 ani też na budowę berlińskiego Königsstädtisches Theater w 1833, które przyznano Karlowi Theodorowi Ottmerowi.
Obok architektury, Langhans interesował się akustyką i mechaniką – w 1831 zaprezentował we Wrocławiu swój wynalazek tzw. pleoramę – dwie, ruchome panoramy, które przesuwały się równolegle, a widz siedzący w łodzi pomiędzy nimi miał wrażenie wycieczki wodnej, np. po zatoce neapolitańskiej lub po rzece Ren.
Od 1815 roku, Carl Ferdinand Langhans był członkiem wrocławskiej loży masońskiej Fryderyk pod Złotym Berłem

## Wybrane dzieła
Teatry:
- 1855–1856 – teatr w Dessau (spłonął w pożarze w 1922)[6]
- 1839–1841 – gmach dawnego Teatru Miejskiego we Wrocławiu – obecnie Opery Wrocławskiej[7]
- Teatr Miejski w Szczecinie (zniszczony podczas II wojny światowej, później rozebrany)
- 1864–1867 – projekt Teatru Nowego (niem. Neues Theater) w Lipsku, zrealizowany przez Otto Brückwalda (zburzony podczas bombardowania w 1943)[8]
- 1845 – udział w odbudowie opery narodowej w Berlinie po pożarze w 1843
- 1839 – Teatr Miejski w Legnicy[9]

Inne budowle świeckie:
- 1815 - Willa Hayna we Wrocławiu[10][11]
- 1834–1837 – Altes Palais przy Unter den Linden 9 w Berlinie[12]
- 1825 – Sukiennice we Wrocławiu
- 1825 – zabudowa miejska Wrocławia w miejscu zburzonych w 1821
- 1822–1824 – gmach Starej Giełdy (niem. Alter Börse) we Wrocławiu[1][2]

Budowle sakralne:
- 1820–1823 – Kościół św. Urszuli i Jedenastu Tysięcy Dziewic we Wrocławiu[1]
- 1822 – kaplica Matki Boskiej Osobowickiej na Wzgórzu Kaplicznym (Wrocław Osobowice, ul. Lipska)
- 1829 – Synagoga pod Białym Bocianem we Wrocławiu[13]